# Lim Jong-eun
Đây là một tên người Triều Tiên, họ là Lim.
Lim Jong-Eun (tiếng Hàn: 임종은; sinh ngày 18 tháng 6 năm 1990) là một cầu thủ bóng đá Hàn Quốc hiện tại thi đấu cho Jeonbuk Hyundai Motors.
Anh được xem là ngôi sao tại lượt đi của vòng 16 đội trong Giải vô địch bóng đá các câu lạc bộ châu Á 2018 bởi Fox Sports châu Á trong một bài báo article Lưu trữ ngày 20 tháng 6 năm 2018 tại Wayback Machine.

## Thống kê sự nghiệp câu lạc bộ
| Thành tích câu lạc bộ | Thành tích câu lạc bộ | Thành tích câu lạc bộ | Giải vô địch | Giải vô địch | Cúp     | Cúp       | Cúp Liên đoàn | Cúp Liên đoàn | Châu lục | Châu lục  | Tổng cộng | Tổng cộng |
| Mùa giải              | Câu lạc bộ            | Giải vô địch          | Số trận      | Bàn thắng    | Số trận | Bàn thắng | Số trận       | Bàn thắng     | Số trận  | Bàn thắng | Số trận   | Bàn thắng |
| Hàn Quốc              | Hàn Quốc              | Hàn Quốc              | Giải vô địch | Giải vô địch | Cúp KFA | Cúp KFA   | Cúp Liên đoàn | Cúp Liên đoàn | Châu Á   | Châu Á    | Tổng cộng | Tổng cộng |
| --------------------- | --------------------- | --------------------- | ------------ | ------------ | ------- | --------- | ------------- | ------------- | -------- | --------- | --------- | --------- |
| 2009                  | Ulsan Hyundai         | K League 1            | 15           | 0            | 1       | 0         | 4             | 0             |          |           | 20        | 0         |
| 2010                  | Ulsan Hyundai         | K League 1            | 0            | 0            | 0       | 0         | 0             | 0             | -        | -         | 0         | 0         |
| 2011                  | Ulsan Hyundai         | K League 1            | 0            | 0            | 0       | 0         | 0             | 0             | -        | -         | 0         | 0         |
| 2012                  | Seongnam Ilhwa Chunma | K League 1            | 38           | 2            | 1       | 0         | -             | -             | 39       | 2         |           |           |
| Tổng cộng sự nghiệp   | Tổng cộng sự nghiệp   | Tổng cộng sự nghiệp   | 53           | 2            | 2       | 0         | 4             | 0             |          |           | 59        | 2         |